# Inundaciones en San Juan de 2014
Las inundaciones en San Juan de 2014 fueron un evento climático extremo que afectó el sur y este de la provincia de San Juan (Argentina) durante varios días del mes de febrero de 2014. Afectó intensamente los departamentos Pocito, 25 de Mayo y Valle Fértil. Además afectó a Caucete y 9 de Julio, Santa Lucía, Rawson, Angaco, Chimbas, Zonda, 9 de Julio, Ullum, San Martín, y Sarmiento.
Durante el evento, la caída de precipitaciones marcó un récord histórico para dicha provincia (donde el promedio anual es de 100 mm) registrando 137,6 mm, superando al promedio anual. Según el Ministerio de Desarrollo Humano del Gobierno de la Provincia de San Juan, el número de las personas evacuadas fue de 3000 personas.

## Zona afectada
Una de las zona más afecta fue Pocito donde hubo personas evacuadas y casas derrumbadas; otra área afectada fue 25 de Mayo, en las localidades de Casuarinas, Tupelí y La Chimbera. Asimismo en Valle Fértil, ocasionó el desborde de una serie de ríos temporarios como el de Las Tumanas y el Del Valle, obstaculizando la circulación por la ruta provincial Nº 510, donde las localidades de Usno, Astica, La Majadita y Los Valencianos se vieron muy afectadas.
Otras zonas afectadas fueron Caucete, donde se evacuaron 350 personas; en Rawson, donde hubo 310 personas damnificadas; en Santa Lucía, con 200 personas afectadas; en Angaco, con 150 afectados; y Chimbas, con 17 inundados. Otros departamentos afectadas fueron: Zonda, en el que los evacuados fueron 60; 9 de Julio, donde llegaron a 56; Ullum, en el que los evacuados eran 50; San Martín, en el que llegaron a 25; y Sarmiento, donde se registraron 20 evacuados.